# かごしま黒豚
かごしま黒豚（かごしまくろぶた）とは、鹿児島県内で飼育されたバークシャー種の豚肉、またはその豚の生体を指す。かごしま黒豚と言う名称は1999年に商標登録されている。
黒豚のブランドは鹿児島県以外にも、埼玉県（彩の国黒豚）・群馬県（とんくろー）・岡山県（おかやま黒豚））に存在するが、かごしま黒豚は別格の扱いで、過去には食肉市場では牛肉並の値(Bランク)が付けられたこともある。

## 定義
日本において「黒豚」とは1999年の食肉小売品質基準の改正で「バークシャー純粋種の豚肉」と定められた。
鹿児島県黒豚生産者協議会は、筋繊維が粗く、脂肪融点が低いことといった肉質が劣る点を考慮してアメリカンバークシャー種をかごしま黒豚から外している。また、鹿児島県内で生産、肥育、出荷されたものだけをかごしま黒豚と位置づけている。

## 特徴
外観の特徴は、バークシャー種の一般的な特徴と同じ六白と呼ばれる白い部分、すなわち四肢、鼻梁、尾端の6ヶ所に白斑がある。育成の特徴としては、体質は強健だが、他の品種に比べると産子数が少なく、発育が劣っており、肥育期間が長くなる。肉質としては、繊維が細く柔らかい、光沢と弾力に富む。保水性が高く、脂肪融点が高いのが特徴である。また、サツマイモを含んだ飼料で飼育することによって、うま味や甘みが増していると言われる。

## かごしま黒豚の歴史
1546年に現在の鹿児島県山川漁港に来航したポルトガル人船長ジョルジュ・アルヴァレスの「日本報告」には山川で豚の飼育がおこなわれている旨の記述がある。なお、アルヴァレスはこの後、フランシスコ・ザビエルに日本人ヤジロウを紹介することになる。
山川港近郊で飼育されていた豚ががいずこから来たのかは定かではない。古代から養豚を行っていた中国が関係しているのは間違いないと考えられているが、明確な証拠はない。中国からの伝来ルートにしても、倭寇を介したルートと明支配下であった琉球王国を経由したルートとが考えられており、このうち琉球ルートのほうが有力視されてはいるが決め手に欠ける。琉球ルートでは、薩摩藩が1609年に琉球侵攻を行った際に豚を持ち帰ったと考えられている。また、明が滅ぶのは1644年であるが、それに先んじて16世紀末には明国内の政治的混乱から政府高官、医者、学者、技術者などが琉球や日本（含む薩摩）へ脱出・亡命する者が続出しており、坊津（現南さつま市坊津町坊）などには亡命明人が作った唐人町があり、ここから豚肉を食べる習慣が広まったのではないかと推測されている。
鹿児島では近年まで仏教的な思想から労役として飼う牛や馬を食用にする習慣はなかったが、豚と鶏は昔から「歩く野菜」と呼び、それぞれの家で豚を飼い、祝い事や行事の料理にその豚をつぶして食用にしていた。原口泉は豚肉を食べる風習があった琉球王国との関係、薩摩藩が狩猟を奨励していたこと、江戸から遠かったという3点が他の日本の地域に比べて獣肉食への禁忌が薄かった理由であろうと推測している。1995年から1997年に薩摩藩島津家江戸藩邸（現在の東京都港区 (東京都)芝）の発掘調査が行われ、貴重な史料も大量に発掘されたが、動物遺骸も多く発掘された。遺骸のうち58%が猪または豚であり、次いで鹿23%、犬10%、猫4%、馬3%であった。豚は猪を家畜化したものであり、遺骸（骨）からの区別は困難なことが多い。猪、豚の年齢は1歳から2歳と推測され、また骨に解体痕があったことから、飼育されていた豚を屋敷内で解体、調理していたものと考えられる。また豚の遺骸には小型のものと大型のものがあり、小型のものが薩摩藩特産の黒豚、大型のものが中国大陸かヨーロッパから持ち込まれた大型の白豚であると推測されている。
鹿児島に養豚を産業として根付かせた功労者が、枕崎市鹿籠（かご）出身の獣医師で「かごしま黒豚の父」とも呼ばれる園田兵助である。枕崎は土地が痩せ、台風の多い土地柄で、1895年の黒島流れと呼ばれた台風では街が壊滅状態になったこともある。園田は台風に強いサツマイモの栽培と、漁師町である事から手に入りやすい魚のアラを組み合わせた養豚を考案した。また土着の在来種ではなく、導入されたばかりのバークシャー種に着目し、養豚を住民に説得する一方で、品種改良や販売経路確保のための養豚組合の設立に尽力した。現在、園田の生家（現在は眼科開業医）には兵助の像がある。
同時期に家畜商をしていた同じ鹿籠出身の森繁雄は、1949年に南薩鉄道の鹿籠駅から、県内としては初めて黒豚の東京出荷を行った。東京に送られた黒豚は、美味さと品質の良さから瞬く間に称賛を浴び、貨車に鹿籠駅の車票が付いていた事から「鹿籠豚」と呼ばれた。日本初の豚肉のブランドである。
太平洋戦争中に貴重なタンパク源としてかごしま黒豚は、ほとんど食べつくされることになった。太平洋戦争後に改めてイギリスからバークシャー種を輸入し、改良を行うことでかごしま黒豚は復興し、1950年代にはその味が評価されて関東を中心に一世を風靡する。しかしながら、1960年代の高度経済成長期になると、豚肉の需要はかごしま黒豚のような脂身の多い中型種から、赤身肉の多いランドレース種のような大型種へと需要が変化していった。かごしま黒豚は飼料が多く必要であるといった生産効率の悪さも需要減少に拍車をかけた。
1970年代に入り、全国の畜産試験場などでは成長が早く多産な白豚（三元豚・LWD）を導入をする動きが活発化し、鹿児島県でも「白豚を導入するか？黒豚を残すか？」で、鹿児島県畜産会・鹿児島県畜産課（黒豚派）と鹿児島県庁の出先機関である農業改良普及所と畜産試験場（白豚派）が激しい論争を巻き起こす。この論争は瞬く間に県内全体に広がり、（畜産農家以外も含めた）農家・非農家の区別を問わず3年から4年間の長きに亘って続けられ、当時の県知事金丸三郎が「黒豚は鹿児島の宝。だから黒豚は残す」と決断するまで続いた。黒豚が再び脚光を浴びるのはバブル景気時の「グルメブーム」を待たなければならず、70年代後半から80年代は、黒豚は雌伏の時期を送っていた。
白黒論争の後、黒豚はわずかに生産されていた（1985年には鹿児島県における黒豚の母豚数の割合が3%にまで落ち込んでいた）が、鹿児島県民の懐かしい黒豚の味が忘れられない、黒豚を絶やしてはならないという声が上がり、1986年に大隅農畜産協同センター（現在は解散）と鹿児島県民生活協同組合（現・生活協同組合コープかごしま）が本格的な商業取引を開始した。しかし、行政の無関心（当時の鹿児島県は完全な白豚王国であった）、需要及び供給の低迷、会員農家の廃業、県外移転などによって、この取引は自然消滅した。その後、1990年代後半に入り、空前の黒豚狂乱が起こり、黒豚の絶対的頭数が少ないために偽黒豚（バークシャー種の交雑種や、全くの白豚など）がはびこり、鹿児島県畜産課などには苦情や問い合わせが毎日のように殺到した（現在でも週に2、3回は鹿児島県畜産課や鹿児島県畜産試験場養豚部に「黒豚」に対する問い合わせや取材の依頼などがある）。
この問題に対し、1998年、南九州選出の国会議員達は、国会で黒豚の定義を「純粋バークシャー種の交配によって誕生した豚」のみに限定するよう働きかけ、そして決定した。1999年にかごしま黒豚は商標登録され、この頃には黒豚の割合も15%代に増えていた。
21世紀に入り黒豚の数は更に増え続け、2005年には鹿児島県内での割合が38%になるほど激増した。この背景には、元々白豚を飼育していた養豚農家や大手パッカーが経済的に利益のある黒豚に転換したり、新規就農した者が黒豚の養豚を始めた事などが挙げられる。また、組織化された農業法人の経営者も現れたためであり、供給過多に陥っている。
かごしま黒豚の需要は全国的に高かったが、現在の食肉業界を含めて日本経済全体がデフレによる低価格時代に突入し、価格が高めに設定されているかごしま黒豚から、比較的価格が手頃な、ブランド化途上、または、ブランド化されていない黒豚にシフトしているため苦戦している。福岡食肉市場では、度々だぶついたかごしま黒豚の投売りが行われ、他産地黒豚の相対取引価格を引き下げる要因を作ったりもしている。また、かごしま黒豚が食肉業界で敬遠される理由にはほかに、餌料成分量・飼育方法が統一されていないことによる品質のばらつき、定時定量のコンスタント生産がされていないことなどが挙げられる。
2010年に隣県・宮崎県で起きた口蹄疫発生の時には、鹿児島県内で飼育されている系統造成黒豚の原種豚を農業協同組合や鹿児島県畜産課の指導の下、屋久島や甑島などに避難させた。この事については宮崎県の口蹄疫問題がメインで取り上げられていたため、全国的にはあまり報道で取り上げられなかった。

## 生産
- 放牧 放牧地は土だけのもの、牧草を生やしているもの、栗の木を植えているものなど様々である。ただし、共通項として人工的な水溜りを設置している。理由として豚は無汗腺動物で身体を冷やすためと、綺麗好きな性質のため身体に付いた害虫等を洗い流す目的で水溜りに寝転がる習性があるためである。放牧を取り入れる理由として、黒豚は難産傾向がありその緩和のため、黒豚の販売面を有利にするためのイメージ作り、黒豚の肥育期間は一般の白豚より若干長いため、運動させる事によって空腹感を与えて早く出荷させる目的、足腰の強化を図る目的などがある。
- 放牧時期は離乳後すぐに行う所から、肥育時期から放牧する所など様々である。放牧場は基本的に豚舎と隣接しており、夜になると豚は豚舎に戻って眠り、朝が来ると放牧場に夕方まで出かけていく。そのため、豚舎には豚が自由に出入りできるように出入口が設置されている。しかし現実は、農場の周辺住民の理解が得られない、疾病の問題、と畜場が放牧豚の受け入れを嫌う(豚体が汚れている、寄生虫病で内臓肉が商品にならないため)、事故が起こりやすい、放牧に手間がかかるなどの理由で放牧をする農場はほとんどない。ストール飼育、スノコ豚床飼育、オガクズ豚床飼育がほとんどである。

## 飼料
農家独自の配合飼料、または市販の配合飼料を与えている。かごしま黒豚の定義にあるようにさつまいも（外国産がほとんど）は基礎配合、そして任意で、大麦やパンくず（肉の締まりを良くし、良質の脂肪を作る上、脂肪融点を上げる効果がある）、荏胡麻や焼酎粕（豚の体内酵素の活性化に効果がある）、栗や海藻、牧草（豚は便秘をしやすいので、腸の調子を整える効果がある）などを与える。飼料や飼育方法は、それぞれの農家の裁量になっているため、農家間の品質のばらつきが非常に大きい問題もある。

## 主要生産地
鹿児島県本土全般だが、特に多いのが大隅半島の曽於・肝属地域と、薩摩半島西部の川辺地域、伊佐地域である。特に伊佐地域は、農産物生産の割合に示す黒豚の生産量が約43%である。出荷頭数は、平成17年から19年にかけて、供給過多による価格低迷、PRRSウイルス、サーコ2型ウイルスによる疾病で年間40万頭台から20万頭台に減少、平成20年以降はデフレによる低豚価で、以前にも増して減少している。

## 系統豚
鹿児島県畜産試験場で開発されたのは3種類の系統豚である。バークシャー種の系統造成を行っているのは日本では鹿児島県が唯一である。系統豚には以下のものがある。
サツマ
1983年完成。
アメリカバークシャー種を主体にし、発育に重点をおいた改良がされている。出荷可能月齢は6ヶ月に迫る(通常7～8ヶ月)。ただし、ロース芯面積が狭く、食肉業界では不評。
ニューサツマ
1982年よりイギリス産バークシャー種と鹿児島県産バークシャー種を主体にし改良研究が始まり、1991年6月完成した。
サツマ2001
2001年に完成し、同年7月に系統豚として認定された。
サツマおよびニューサツマの血が混じっておらず、なおかつ土着度の強い在来黒豚を主体にし、発育と肉質の向上を目的に改良されている。
クロサツマ2015
2006年度からサツマの後継豚として開発が始まり、2015年度に系統豚として認定された。
第5系統
2030年までの完成を目標に鹿児島県農業開発総合センター畜産試験場で2020年に開発着手し、開発を行っている。
これら系統豚は生体、人工授精用精液は県外に出さないようにしている。

## 産地偽装対策
1990年以降の10年間、日本における豚肉の年間消費量は1人あたり10キログラム台で横ばいであった。しかしながら、食の多様化、食品の安全・安心を求める消費者のトレンドから黒豚ブームが起きる。それにつけ入るように生産量をはるかに上回る量の黒豚が出回ったことによって、黒豚ブランドに対する消費者の不信感がつのることになった。
また、かごしま黒豚は消費者や流通関係者から高く評価される一方で、品質のばらつきや流通量の多さもあって、鹿児島県産を疑う声も少なくなかった。そこで、鹿児島県黒豚生産者協議会が中心となって、1992年4月よりかごしま黒豚証明制度を実施するようになった。発行されるかごしま黒豚証明書には鹿児島のシンボルである桜島と黒豚の写真と共に生産者名（生産者グループ名）、出荷年月日（処理年月日）を記載することでトレーサビリティを確保する。また、証明書は協議会会員が鹿児島県内で生産・肥育し出荷したバークシャー純粋種の豚肉にのみ交付される。証明書は販売店等まで添付された状態で流通するが、出荷量と店頭販売量の整合性確認のため、販売店等の協力で販売終了後には 協議会に返還することを求めている。
牛肉と異なり、豚肉は品質の違いを一目で判別することは困難であるため、協議会会員の中でも求める品質イメージの違いから、ばらついた品質の黒豚が出回ることにもなった。そこで1996年より、協議会でブランド産地指定基準を定め、ブランドへの指定とかごしま黒豚の高位平準化を目指し、基準に適合した飼養マニュアルの普及、定着化を図った。また、1993年より毎月15頭のかごしま黒豚を東京都中央卸売市場食肉市場に生体出荷し、競売価格によって第三者評価を確認するということもやっている。

## その他
- 9月6日は鹿児島県黒牛黒豚銘柄販売促進協議会が、1998年（平成10年）に定めた「鹿児島黒牛・黒豚の日」となっている[13][14]。
- 『かごしま黒豚物語』（宮路直人、1999年、南日本新聞社） - 南日本新聞社朝刊1998年2月から1999年5月まで76回にわたって連載された記事をまとめた書籍。1998年第14回農業ジャーナリスト賞受賞作品である[15][16][17]。